# Bemisia puerariae
Bemisia puerariae là một loài côn trùng cánh nửa trong họ Aleyrodidae, phân họ Aleyrodinae.
Bemisia puerariae được Takahashi miêu tả khoa học đầu tiên năm 1955.